# حالت‌های افزایشی و کاهشی

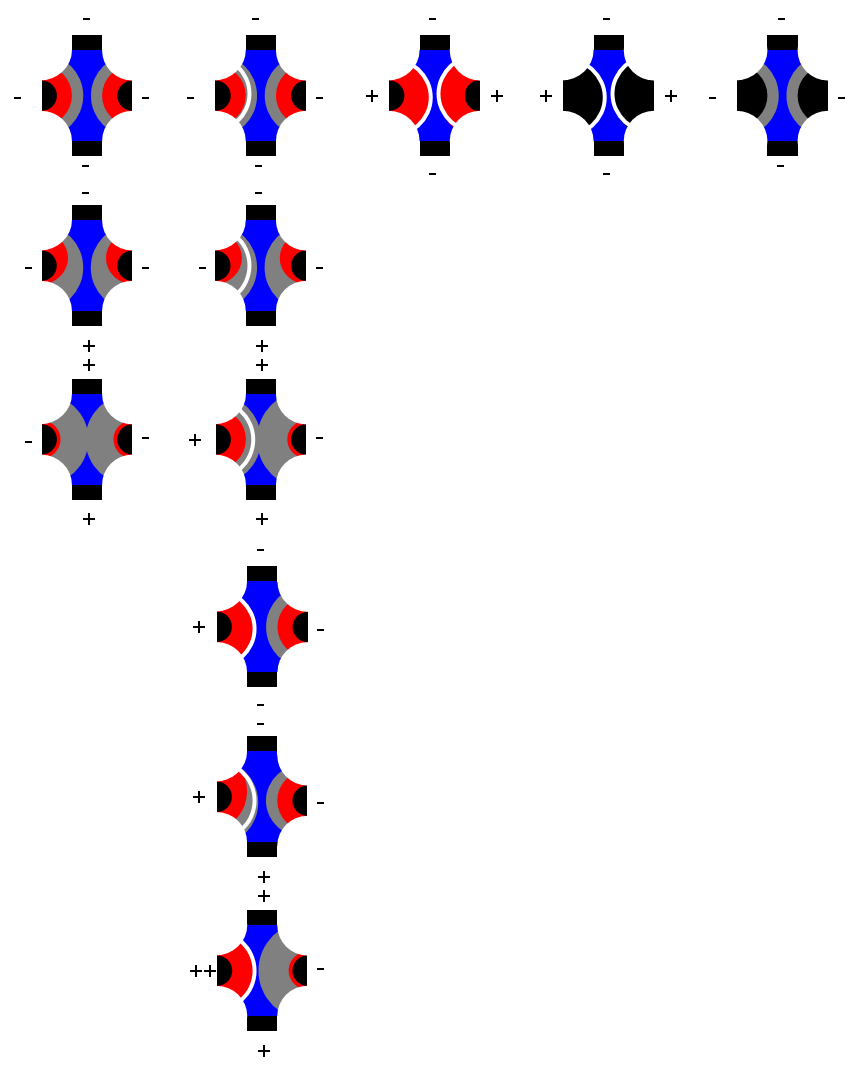
فِت‌های نوع کاهشی تحت ولتاژهای معمولی: جِی‌فِت، ماسفت پلی‌سیلیکونی، ماسفت دوگیتی، ماسفت گیت‌فلزی، مِسفِت.
بالا: سورس، پایین: درین، چپ: گیت، سمت راست: بدنه. ولتاژهایی که منجر به تشکیل کانال می‌شوند نشان داده نمی‌شوند.

در ترانزیستورهای اثر میدانی (فِت)، حالت کاهشی (به انگلیسی: depletion mode) و حالت افزایشی (به انگلیسی: enhancement mode) دو نوع اصلی ترانزیستور هستند که مربوط به این است که آیا ترانزیستور در حالت روشن یا خاموش در ولتاژ گیت-سورس صفر است.
ماسفت‌های حالت افزایشی (فِت‌های نیم‌رسانا اکسید فلزی) عناصر کلیدزنی رایج در اکثر مدارهای مجتمع هستند. این افزاره‌ها در ولتاژ گیت-سورس صفر، خاموش هستند. اِنماس را می‌توان با کشیدن ولتاژ گیت بالاتر از ولتاژ سورس روشن کرد، پیماس را می‌توان با کشیدن ولتاژ گیت پایین از ولتاژ سورس روشن کرد. در بیشتر مدارها، این به این معنی است که ولتاژ گیت ماسفت با حالت افزایشی به سمت ولتاژ دِرِین آن، آن را روشن می‌کند.
در ماسفت حالت کاهشی، افزاره معمولاً در ولتاژ گیت-سورس صفر روشن است. چنین افزاره‌هایی به عنوان «مقاومت» بار در مدارهای منطقی (مثلاً در منطق اِنماس بارکاهشی) استفاده می‌شوند. برای افزاره‌های بارکاهشی نوع-N، ولتاژ آستانه ممکن است حدود ۳- ولت باشد، بنابراین می‌توان آن را با کشیدن گیت ۳ ولت منفی (درین، در مقایسه، مثبت‌تر از سورس در اِنماس است) خاموش کرد. در پیماس، قطبیت‌ها معکوس می‌شوند.
حالت را می‌توان با علامت ولتاژ آستانه تعیین کرد (ولتاژ گیت نسبت به ولتاژ سورس در نقطه ای که یک لایه وارونگی در کانال ایجاد می‌شود): برای یک فِت نوع-N، افزاره‌های حالت افزایش دارای آستانه مثبت هستند. افزاره‌های حالت کاهشی دارای آستانه منفی هستند. برای فِت نوع-P، حالت افزایشی دارای منفی و حالت کاهشی دارای مثبت است.
|              | اِنماس                                           | پیماس                                           |
| ------------ | ----------------------------------------------- | ----------------------------------------------- |
| حالت افزایشی | Vd > Vs (typ) روشن: Vg ≥ Vs + 3V خاموش: Vg ≤ Vs | Vd < Vs (typ) روشن: Vg ≤ Vs - 3V خاموش: Vg ≥ Vs |
| حالت کاهشی   | Vd > Vs (typ) روشن: Vg ≥ Vs خاموش: Vg ≤ Vs - 3V | Vd < Vs (typ) روشن: Vg ≤ Vs خاموش: Vg ≥ Vs + 3V |

ترانزیستورهای اثر میدان پیوندی (جِی‌فِت‌ها) حالت کاهشی هستند، زیرا اگر گیت کمی بیش از سورس به سمت ولتاژ درین گرفته شود، پیوند گیت بایاس مستقیم خواهد داشت. چنین افزاره‌هایی در تراشه‌های گالیوم آرسنید و ژرمانیوم استفاده می‌شود، جایی که ساخت عایق اکسید دشوار است.

## اصطلاحات جایگزین
برخی از منابع می‌گویند «نوع کاهشی» و «نوع افزایشی» برای انواع افزاره‌هایی که در این مقاله به‌عنوان «حالت کاهشی» و «حالت افزایشی» توضیح داده شده است، و اصطلاحات «حالت» را برای اینکه هدایت ولتاژ گیت-سورس با صفر تفاوت دارد، اعمال می‌کنند. حرکت ولتاژ گیت به‌سوی ولتاژ درین، رسانایی در کانال را «افزایشی» می‌کند، بنابراین این حالت افزایشی عملکرد را مشخص می‌کند، در حالی که دور کردن گیت از درین، کانال را کاهشی (تخلیه) می‌کند، بنابراین حالت کاهشی را مشخص می‌کند.

## خانواده‌های منطقی باراَفزایشی و بارکاهشی
منطق اِنماس بارکاهشی به خانواده منطقی اشاره دارد که در نیمه دوم دهه ۱۹۷۰ در وی‌ال‌اس‌آی سیلیکونی غالب شد. این فرایند از ترانزیستورهای حالت افزایشی و حالت کاهشی پشتیبانی می‌کرد و مدارهای منطقی معمولی از افزاره‌های حالت افزایشی به عنوان سوئیچ‌های پایین‌کش و افزاره‌های حالت کاهشی به عنوان بار یا بالاکش استفاده می‌کردند. خانواده‌های منطقی ساخته شده در فرآیندهای قدیمی‌تر که از ترانزیستورهای حالت کاهشی پشتیبانی نمی‌کردند، به صورت گذشته‌نگر به‌عنوان منطق بارافزایشی یا منطق بار-اشباع نامیده می‌شدند، زیرا ترانزیستورهای حالت افزایشی معمولاً با گیت به منبع VDD متصل می‌شدند و در ناحیه اشباع (گاهی گیت‌ها به ولتاژ VGG بالاتر بایاس می‌شوند و در ناحیه خطی کار می‌کنند تا حاصل‌ضرب تاخیرتوان (PDP) بهتر شود، اما بارها مساحت بیشتری را اشغال می‌کنند) کار می‌کردند. متناوباً، به جای گیت‌های منطق ایستا، منطق پویا مانند منطق چهارفاز گاهی در فرآیندهایی که ترانزیستورهای حالت کاهشی در دسترس نداشتند، استفاده می‌شد.
به عنوان مثال، اینتل ۴۰۰۴ درسال ۱۹۷۱ از منطق پیماس با گیت‌سیلیکونی بارافزایشی استفاده کرد و زی‌لوگ زِد۸۰ درسال ۱۹۷۶ از اِنماس با گیت‌سیلیکونی بارکاهشی استفاده کرد.

## تاریخچه
دو نوع اصلی گیت منطقی ماسفت، پیماس و اِنماس، توسط فُوش و دِرِیک در سال ۱۹۵۷ در آزمایشگاه‌های بل توسعه یافتند. در سال ۱۹۶۳، هر دو ماسفت با حالت کاهشی و افزایشی توسط استیو آر هافستاین و فرد پی هیمن در آزمایشگاه‌های آرسی‌اِی توصیف شدند. در سال ۱۹۶۶، تی پی برودی و اچ ئی. کونینگ در الکتریک وستینگهاوس ترانزیستورهای لایه نازک ماس (TFT) را با حالت افزایشی و کاهشی ایندیم آرسنید (InAs) ساخت. در سال ۲۰۲۲، اولین ترانزیستور آلی دوحالته که هم در حالت کاهشی و هم در حالت افزایشی رفتار می‌کند توسط تیمی در دانشگاه کالیفرنیا-سانتا باربارا گزارش شد.